# Агата Врубель
Агата Ева Врубель (пол. Agata Ewa Wróbel, нар. 28 серпня 1981) — польська важкоатлетка та рекордсменка світу у ваговій категорії понад 75 кг.

## Спортивна кар'єра
Врубель почала займатися важкою атлетикою після перегляду Олімпіади 1996 року та, коли було оголошено, що починаючи з наступних Ігор у програмі будуть жіночі змагання. Вже на юніорському чемпіонаті світу 2000 року вона набрала в поштовху та ривку 290 кг, що стало рекордом. Після цього вона била рекорди ще 11 разів у важкій атлетиці. 2002 року вона зайняла друге місце в опитуванні найкращої важкоатлетки світу.
Вона брала участь у двох олімпійських іграх — 2000 та 2004, вигравши відповідно срібло та бронзу. 
2003 року вона взяла участь у французькому документальному фільмі M2A - Mission to Athens, демонструючи свою підготовку до Афін 2004. 

## Нагороди
- 2000 — золотий Хрест Заслуги[2]
- 2004 — лицарський хрест Ордену Відродження Польщі[3]